# Ludovico di Tolosa
San Ludovico di Tolosa, anche noto come Ludovico d'Angiò o Luigi di Marsiglia (Brignoles, 9 febbraio 1274 – Brignoles, 19 agosto 1297), è stato un vescovo e francescano francese, principe della casa reale d'Angiò di Napoli.
Frate francescano e vescovo di Tolosa, è stato proclamato santo da papa Giovanni XXII nel 1317.

## Biografia

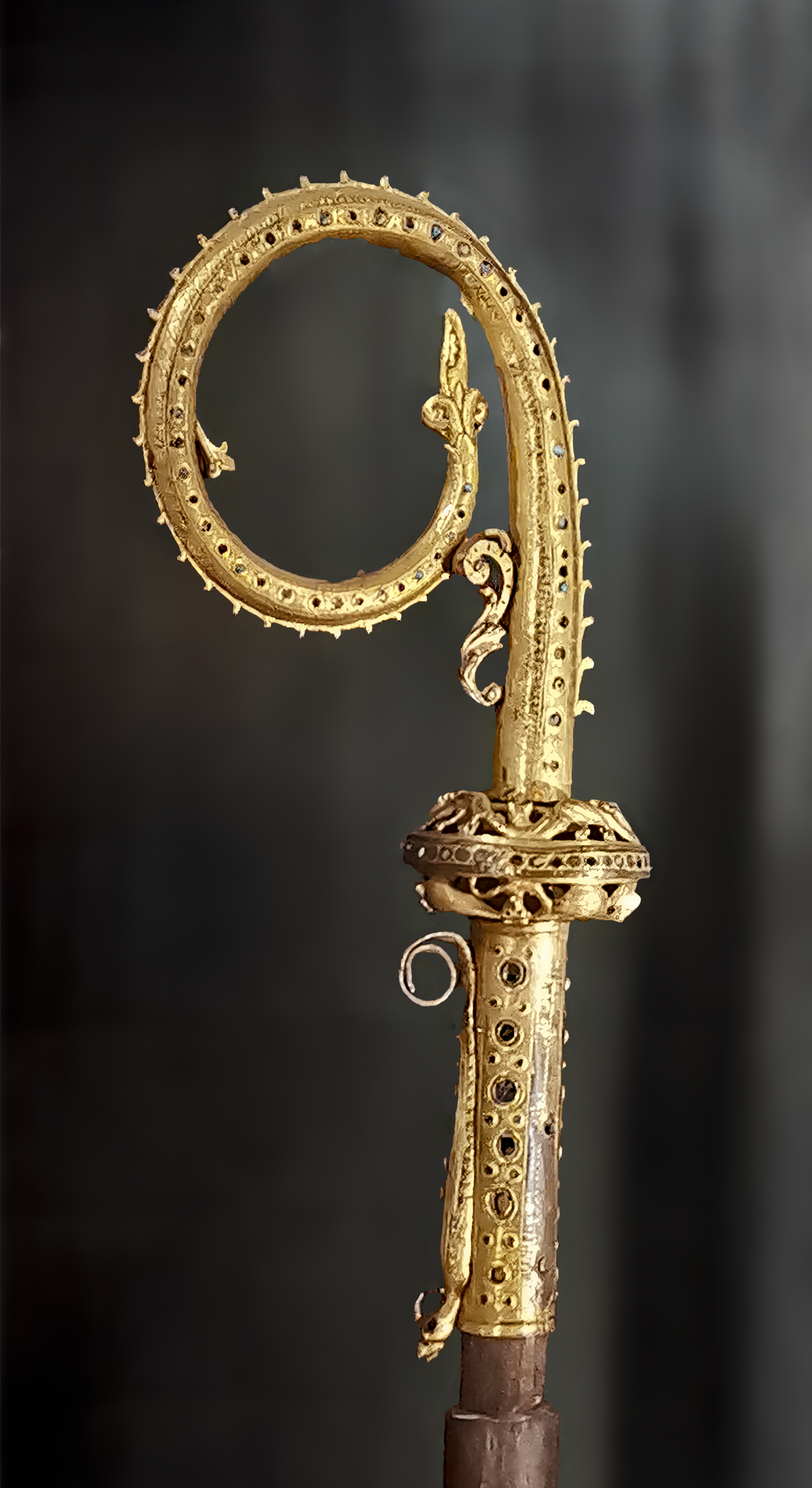
Lacrosse di San Ludovico di Tolosa - Basilica di Saint-Sernin

Secondogenito di Carlo II d'Angiò, re di Sicilia, e di Maria d'Ungheria, Ludovico nacque a Brignoles il 9 febbraio del 1274 e trascorse l'infanzia a Napoli e in Provenza.
Per ottenere la liberazione del padre, fatto prigioniero dagli Aragonesi nel 1284 in seguito a una sconfitta militare, in ottemperanza a quanto stabilito nei trattati di Oloron e di Canfran, Ludovico, insieme ai fratelli Roberto e Raimondo Berengario, fu condotto come ostaggio nel 1288 in Catalogna e vi rimase per sette anni, risiedendo in diversi castelli della regione (Montcada, Siurana, Barcellona).
La formazione culturale di Ludovico, durante questi anni, avvenne sotto la guida di due frati francescani provenzali, François Brun e Pierre Scarrier. Nello stesso periodo Ludovico fu in contatto epistolare con il teologo francescano Pietro di Giovanni Olivi e fece segretamente il voto di entrare nell'Ordine dei frati minori. Nell'ottobre del 1294 Ludovico fu nominato arcivescovo di Lione da papa Celestino V, provvedimento che fu poi revocato dal successore Bonifacio VIII nell'aprile del 1295. Liberato nel giorno della vigilia di Ognissanti del 1295, Ludovico predicò il 1º novembre dello stesso anno, presso Villabertran, alle nozze della sorella Bianca d'Angiò con il re Giacomo II di Aragona.

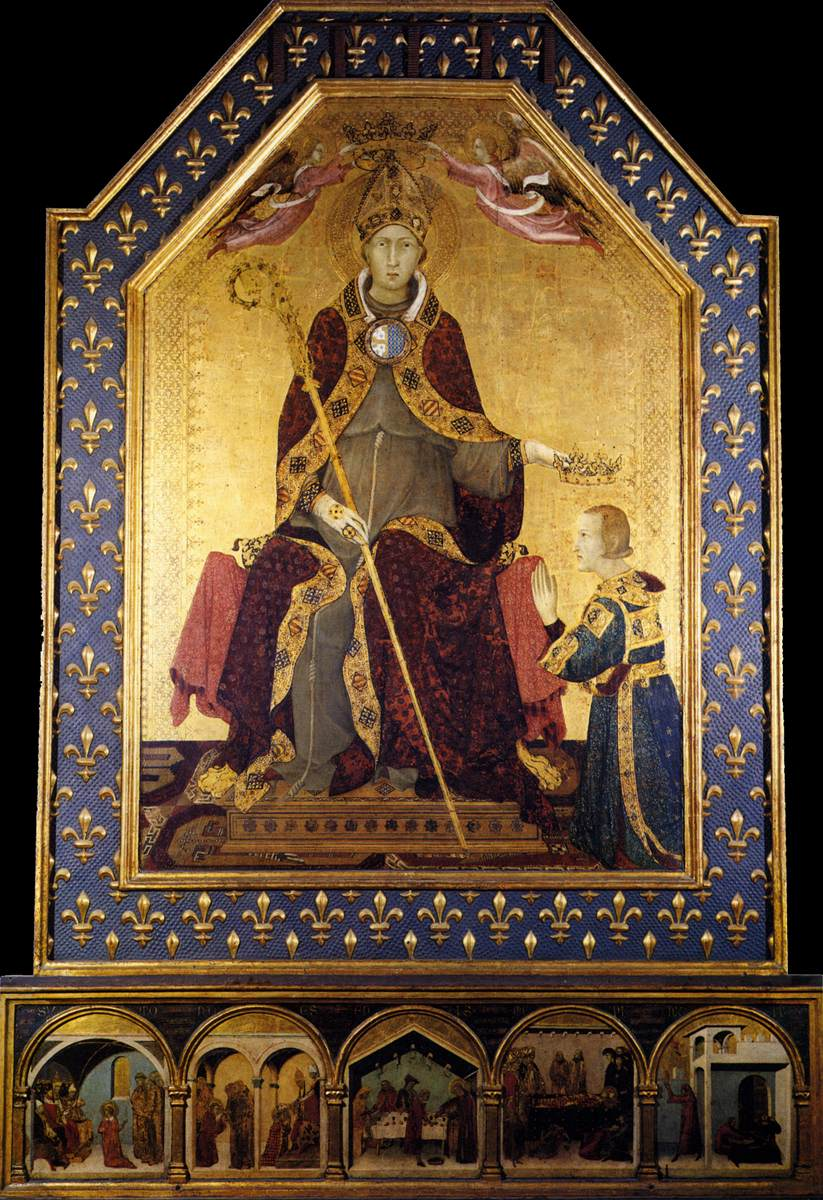
San Ludovico di Tolosa che incorona il fratello Roberto d'Angiò, Napoli, Capodimonte

In viaggio per Napoli, Ludovico fu ordinato suddiacono da Bonifacio VIII nel dicembre del 1295. Giunto a Napoli, nel 1296 rinunciò al diritto di primogenitura e al regno, di cui era divenuto legittimo erede in seguito alla morte del fratello Carlo Martello d'Angiò nell'agosto del 1295. Ancora a Napoli ricevette nel 1296 il diaconato e successivamente fu ordinato presbitero da Filippo Minutolo, arcivescovo della città. Il 24 dicembre 1296, con l'appoggio del papa, indossò segretamente l'abito francescano e lo stesso giorno pronunciò i voti di religione in presenza del ministro generale Giovanni da Morrovalle. Pochi giorni dopo fu ordinato vescovo di Tolosa da papa Bonifacio VIII. Nel febbraio 1297, nel giorno della festa di sant'Agata, Ludovico vestì pubblicamente l'abito minoritico.
Lasciata l'Italia, si diresse a Parigi per assecondare la volontà paterna. Numerosi sono i luoghi in cui Ludovico fece tappa durante il viaggio, stando a quanto è possibile desumere da varie testimonianze. A Parigi, durante la Settimana Santa, si distinse per numerosi atti di umiltà e di carità e predicò dinanzi al re, ai grandi di Francia e ai maestri dell'Università. Giunse poi a Tolosa, compiendo il solenne ingresso in città e prendendo possesso della cattedra vescovile. Durante il breve periodo del suo episcopato, Ludovico nominò Jacques Duèse, futuro papa Giovanni XXII, come suo ufficiale e tesoriere e predicò, nel giorno della festa di sant'Antonio, nel convento dei frati Minori di Tolosa. Andò poi in Catalogna, per visitare sua sorella Bianca, ma soprattutto al fine di pacificare Giacomo II, re d'Aragona, e il conte di Foix; a Barcellona consacrò la chiesa dei frati Minori della città. Ludovico si diresse poi verso Roma, al fine di manifestare al papa l'intenzione di rinunciare all'episcopato, ritenuto in contrasto con la sua vocazione religiosa. Durante il viaggio, si fermò a Tarascona e predicò nella chiesa in cui si trovavano le reliquie di santa Marta, il giorno della solennità della santa stessa, dinanzi a un'immensa folla e al Capitolo provinciale dei frati Predicatori riunitosi in quel periodo.
Giunto a Brignoles, dopo aver celebrato la Messa, nel convento dei frati Minori della città, a suffragio del fratello defunto Carlo Martello, Ludovico fu colto da una malattia che, nell'arco di quattordici giorni, lo condusse alla morte, avvenuta la sera del 19 agosto 1297.

## Le vicende delle sue spoglie
Il convento dei Frati Minori di Marsiglia fu scelto per l'inumazione della sua salma. Il corpo di Ludovico fu trattato secondo una consuetudine del tempo (poco dopo però condannata dalla Chiesa), cioè furono separate le ossa dalla carne. La parte della carne fu seppellita nel chiostro del convento, mentre le ossa vennero traslate nella chiesa dei frati minori. Di qui, tuttavia, vennero asportate nel 1423 dagli aragonesi di Alfonso V di Aragona, in occasione del sacco di Marsiglia da questi perpetrato, e trasportate nella cattedrale di Valencia, in Spagna. Nonostante i tentativi dei marsigliesi di recuperarle per via diplomatica, queste rimasero a Valencia fino al 1956, quando il vescovo di quella città, Marcelino Olaechea y Loizaga e l'arcivescovo di Marsiglia Jean Delay giunsero a un accordo: due vertebre del santo furono portate a Marsiglia e inumate nella chiesa di san Ferreolo. Da qui furono rubate nel 1993 e mai più ritrovate.

## Culto religioso
Il 7 aprile 1317 venne proclamato santo da papa Giovanni XXII. La Chiesa cattolica ne celebra la memoria il 19 agosto e nel 1318 fu anche proclamato Patrono della Parte Guelfa.
San Ludovico d'Angiò è molto venerato a Marano di Napoli in una chiesa proprio a lui dedicata. Oltre a Valencia e a Marsiglia, nella chiesa di Saint-Ferreol-le-Augustin, san Ludovico è venerato a Serravalle Pistoiese, di cui è patrono per la sua intercessione nel miracolo della liberazione del castello durante un assedio nel XIV secolo. Ludovico e i fratelli fecero sosta a Serravalle, diretti alla rocca di Motrone (ormai scomparsa), per imbarcarsi per Marsiglia in attesa di essere consegnati come ostaggi ai catalani in cambio della liberazione del padre Carlo II.
È indicato quale avvocato della città di Perugia e dal 1319 protettore del Palazzo dei Priori di Perugia.

## Il luogo di nascita

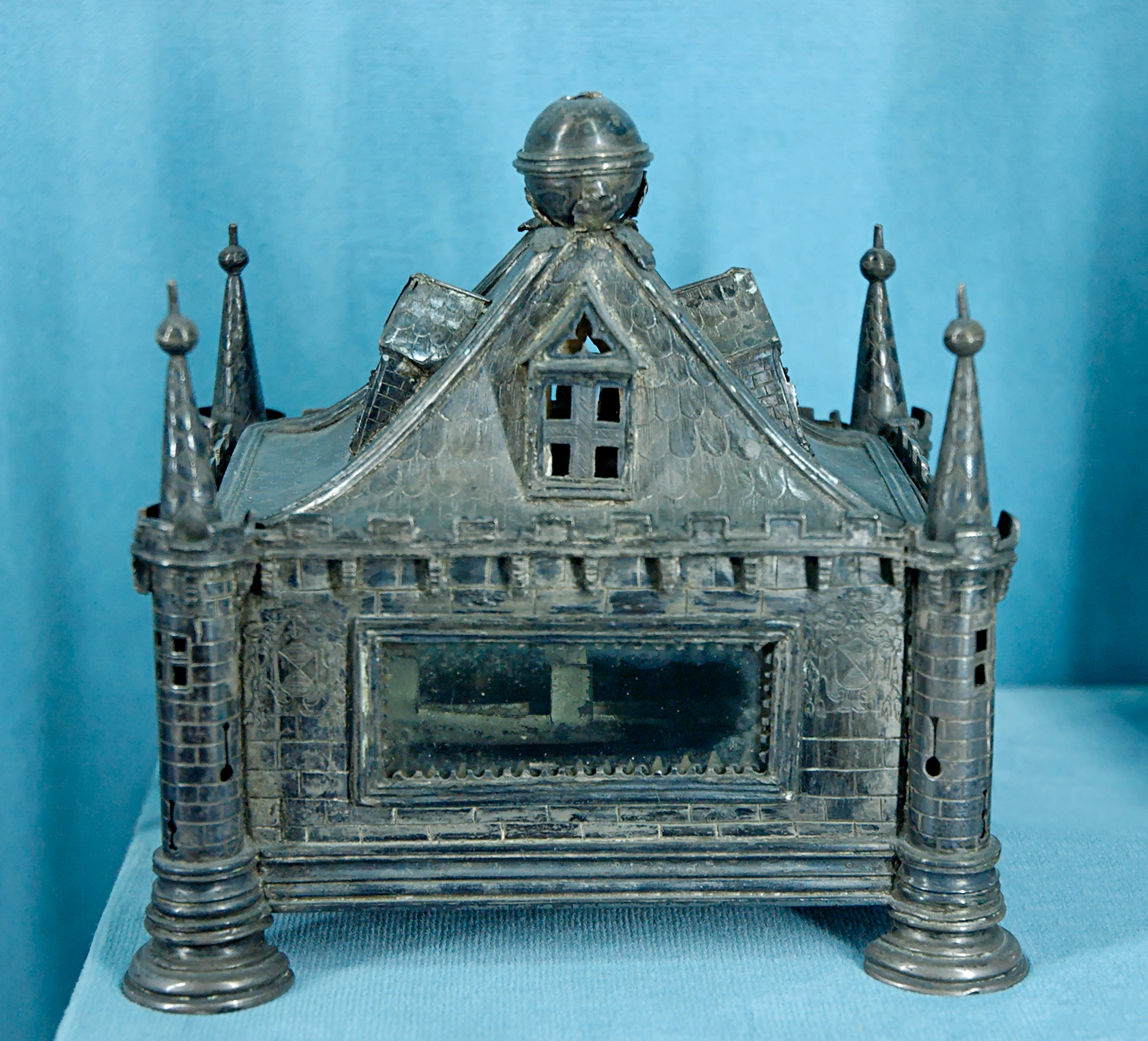
Reliquiario d'argento di san Ludovico di Tolosa (XV –XVII secolo),
Musée du Moyen Âge de Cluny.

Qualunque discorso sul luogo che diede i natali a san Ludovico non può prescindere dalla constatazione per cui non è possibile reperire alcuna informazione al riguardo né negli atti del processo di canonizzazione, né nella Bolla per la canonizzazione stessa, né all'interno delle primissime Vitae composte su san Ludovico.
Una delle prime testimonianze attendibili circa la città d'origine di san Ludovico proviene da quanto riportato in un sermone di François de Meyronnes, con incipit Humiliavit semetipsum o Humiliavit seipusm (a seconda che si accolga o l'una o l'altra delle lezioni riportate in due diversi manoscritti. In esso, si afferma come il luogo della morte del santo (che è senza alcun dubbio Brignoles, in Provenza) coincida con quello in cui egli vide la luce. La testimonianza contenuta in questo sermone è importante, se si considera che François de Meyronnes fu sia contemporaneo che conterraneo di san Ludovico, essendo nato all'incirca nel 1288 in un borgo della Provenza, e morto dopo il 1326.
Al Medioevo risale anche un'altra testimonianza di cui occorre tener conto. Si tratta del De conformitate vitae B. Francisci ad vitam Domini Iesu, composto negli ultimi anni del Trecento da Bartolomeo da Rinonico, noto anche come Bartolomeo da Pisa: in esso viene ribadita l'origine provenzale di san Ludovico.
In epoca moderna, accanto agli storici che collocano la nascita di Ludovico a Brignoles, come Marco da Lisbona, ve ne sono alcuni che sostengono l'ipotesi per cui il santo fosse originario di Nocera dei Pagani, in Campania.
Se resta ambigua a tal proposito la posizione di Pietro Ridolfi da Tossignano (negli Historiarum seraphicae religionis libri tres afferma che san Ludovico nacque a Nocera, contraddicendosi però subito dopo collocandone la nascita a Brignoles, lo storico francescano Luca Wadding, negli Annales Minorum, indica più volte Nocera dei Pagani come luogo di nascita del santo, senza tuttavia addurre la minima prova a sostegno delle sue affermazioni. Propenderanno per questa ipotesi, due secoli dopo, anche Riccio Minieri, il vescovo Bonaventura Gargiulo e Margaret Toynbee. Tra gli argomenti, abbastanza discutibili, avanzati in favore delle origini italiane, si annoveri: a) l'esistenza a Nocera dei Pagani di un castello in cui spesso dimoravano i figli di Carlo II; b) che la nutrice di Ludovico, Seria o Serena, era moglie di un marinaio brindisino; c) che Carlo II, re di Sicilia, aveva stabilito, il 16 settembre 1298, che proprio a quella nutrice venisse corrisposta una pensione annua.
Inoltre in un documento della Biblioteca Brancacciana viene citato un distico una volta presente nella basilica di Santa Chiara di Napoli e attribuito a Roberto il Saggio, fratello minore di Ludovico:
(Roberto d'Angiò)
Tali ipotesi (talmente radicate nella tradizione popolare, che presso il convento di Santa Maria degli Angeli di Nocera Superiore, il Santo è rappresentato mentre indica il Castello del Parco di Nocera Inferiore, come ad indicarlo quale luogo della sua nascita) sono tuttavia confutate da gran parte degli storici, anche locali: «La letteratura nocerina ha sempre amato dire che l'evento accadde nel nostro castello [...], ma è pura leggenda».

## Opere d'arte
- Simone Martini, San Ludovico di Tolosa che incorona il fratello Roberto d'Angiò (1317)
- Donatello, San Ludovico di Tolosa (1421-1425)
- Bartolomeo Vivarini, San Ludovico di Tolosa, 1465 circa
- Benedetto Bonfigli, Storie di San Ludovico da Tolosa, 1454-1480, Cappella dei Priori, Perugia
- Sebastiano del Piombo, Ante d'organo con Santi (1509)
- Giovanni Bellini, Santi Cristoforo, Girolamo e Ludovico di Tolosa, (1513), Chiesa di san Giovanni Crisostomo, Venezia
- Antonino Ferraro, San Ludovico di Tolosa (1560), Chiesa San Martino, Corleone

## Ascendenza
|                       |                    |                                    | Genitori                  |  |  | Nonni |  |  | Bisnonni              |  |  | Trisnonni             |  |
|                       |                    |                                    |                           |  |  |       |  |  | Luigi VIII di Francia |  |  | Filippo II di Francia |  |
|                       |                    |                                    |                           |  |  |       |  |  | Luigi VIII di Francia |  |  | Filippo II di Francia |  |
|                       |                    | Isabella di Hainaut                |                           |  |  |       |  |  | Luigi VIII di Francia |  |  |                       |  |
| Carlo I d'Angiò       |                    |                                    |                           |  |  |       |  |  | Luigi VIII di Francia |  |  |                       |  |
|                       |                    | Bianca di Castiglia                | Alfonso VIII di Castiglia |  |  |       |  |  |                       |  |  |                       |  |
|                       |                    | Bianca di Castiglia                | Alfonso VIII di Castiglia |  |  |       |  |  |                       |  |  |                       |  |
|                       |                    | Bianca di Castiglia                | Eleonora d'Inghilterra    |  |  |       |  |  |                       |  |  |                       |  |
| Carlo II d'Angiò      |                    | Bianca di Castiglia                |                           |  |  |       |  |  |                       |  |  |                       |  |
|                       |                    | Raimondo Berengario IV di Provenza | Alfonso II di Provenza    |  |  |       |  |  |                       |  |  |                       |  |
|                       |                    | Raimondo Berengario IV di Provenza | Alfonso II di Provenza    |  |  |       |  |  |                       |  |  |                       |  |
|                       |                    | Raimondo Berengario IV di Provenza | Garsenda di Provenza      |  |  |       |  |  |                       |  |  |                       |  |
| Beatrice di Provenza  |                    | Raimondo Berengario IV di Provenza |                           |  |  |       |  |  |                       |  |  |                       |  |
|                       |                    | Beatrice di Savoia                 | Tommaso I di Savoia       |  |  |       |  |  |                       |  |  |                       |  |
|                       |                    | Beatrice di Savoia                 | Tommaso I di Savoia       |  |  |       |  |  |                       |  |  |                       |  |
|                       |                    | Beatrice di Savoia                 | Margherita di Ginevra     |  |  |       |  |  |                       |  |  |                       |  |
| Ludovico di Tolosa    |                    | Beatrice di Savoia                 |                           |  |  |       |  |  |                       |  |  |                       |  |
|                       | Béla IV d'Ungheria | Andrea II d'Ungheria               |                           |  |  |       |  |  |                       |  |  |                       |  |
|                       | Béla IV d'Ungheria | Andrea II d'Ungheria               |                           |  |  |       |  |  |                       |  |  |                       |  |
|                       | Béla IV d'Ungheria | Gertrude di Merania                |                           |  |  |       |  |  |                       |  |  |                       |  |
| Stefano V d'Ungheria  | Béla IV d'Ungheria |                                    |                           |  |  |       |  |  |                       |  |  |                       |  |
|                       |                    | Maria Lascaris di Nicea            | Teodoro I Lascaris        |  |  |       |  |  |                       |  |  |                       |  |
|                       |                    | Maria Lascaris di Nicea            | Teodoro I Lascaris        |  |  |       |  |  |                       |  |  |                       |  |
|                       |                    | Maria Lascaris di Nicea            | Anna Comnena Angelina     |  |  |       |  |  |                       |  |  |                       |  |
| Maria d'Ungheria      |                    | Maria Lascaris di Nicea            |                           |  |  |       |  |  |                       |  |  |                       |  |
|                       |                    | …                                  | …                         |  |  |       |  |  |                       |  |  |                       |  |
|                       |                    | …                                  | …                         |  |  |       |  |  |                       |  |  |                       |  |
|                       |                    | …                                  | …                         |  |  |       |  |  |                       |  |  |                       |  |
| Elisabetta dei Cumani |                    | …                                  |                           |  |  |       |  |  |                       |  |  |                       |  |
|                       |                    | …                                  | …                         |  |  |       |  |  |                       |  |  |                       |  |
|                       |                    | …                                  | …                         |  |  |       |  |  |                       |  |  |                       |  |
|                       |                    | …                                  | …                         |  |  |       |  |  |                       |  |  |                       |  |
|                       |                    | …                                  |                           |  |  |       |  |  |                       |  |  |                       |  |

## Genealogia episcopale
La genealogia episcopale è:
- Cardinale Giovanni di Castrocoeli
- Cardinale Ugo Aycelin de Billom, O.P.
- Papa Bonifacio VIII
- Vescovo Ludovico di Tolosa, O.F.M.

### Fonti consultate
- Gli atti del processo di canonizzazione di san Ludovico di Tolosa, nonché i primi scritti agiografici a lui dedicati e composti durante il XIV secolo, costituiscono fonti imprescindibili per conoscere la sua figura storica oltre che i modelli di santità che sono stati di volta in volta a lui attribuiti. L'edizione critica tanto degli atti quanto del più antico dossier agiografico è in  Processus canonizationis et legendae variae sancti Ludovici OFM, collana Analecta Franciscana, VII, Quaracchi (Firenze), 1951. Da sottolineare è l'introduzione (pp. XVII-LXIX) di questo volume, contenente un profilo storico-biografico di san Ludovico di Tolosa basato soprattutto sulle testimonianze rese al processo. Nell'introduzione allo stesso volume è presente anche un capitolo (pp. XXVI-XLI) nel quale si affrontano il problema della città natale di san Ludovico e della rinuncia al diritto di primogenitura.
- Per una biografia autorevole e recente del santo, con una bibliografia essenziale in appendice per un approccio allo studio della sua figura storica e agiografica, vedi ANDRÉ VAUCHEZ, Luigi d'Angiò o di Tolosa (santo), in Dizionario biografico degli italiani, LXVI, Roma, 2007, pp. 397–401.
- Da Ludovico d'Angiò a san Ludovico di Tolosa. I testi e le immagini, Atti del convegno internazionale di studio per il VII centenario della canonizzazione (1317-2017) Napoli - Santa Maria Capua Vetere, 3-5 novembre 2016, a cura di Teresa d'Urso, Alessandra Perriccioli Saggese e Daniele Solvi, Spoleto, Centro Italiano di Studi sull'Alto Medioevo, Spoleto, 2017.

### Approfondimenti
- Bonaventura Gargiulo, Il glorioso san Ludovico, vescovo di Tolosa, storia illustrata, Napoli, 1897.
- Camillo Minieri Riccio, Genealogia di Carlo II d'Angiò re di Napoli, Napoli, Stab. tipogr. del cav. Francesco Giannini, 1882.
- (EN) Margaret Toynbee, S. Louis of Toulouse and the Process of canonization in the fourteenth century, Manchester, 1929.